# 保罗·塞雷索勒
保罗·塞雷索勒（法語：Paul Cérésole，1832年11月16日—1905年1月7日）是一位瑞士政治家，瑞士最高法院大法官（1867年-1870年），瑞士联邦委员会委员（1870年-1875年）。他于1870年2月1日当选为联邦委员会委员，任职至1875年12月31日卸任。保罗·塞雷索勒是瑞士自由民主党成员。
在其联邦委员会委员的任期内，他主要主持领导了以下部门的工作：
- 财政部（1870年-1871年）
- 军事部（1872年）
- 政治部（1873年）并出任同年的瑞士联邦总统
- 司法与警政部 （1874年-1875年）

他的儿子皮埃尔·塞雷索勒（Pierre Cérésole）是著名的和平主义者。
保罗·塞雷索勒于1905年1月7日在瑞士洛桑去世。在瑞士小城沃韦（Vevey）有以他的名字命名的保罗·塞雷索勒大道（Avenue Paul-Cérésole）。

## 外部連結
- Chantal Lafontant: Paul Cérésole在線上《瑞士歷史辭典》中的德文、法文或版詞條。